# Vågen (Hammerdals socken, Jämtland, 705564-148166)
Vågen är en sjö i Strömsunds kommun i Jämtland och ingår i Indalsälvens huvudavrinningsområde. Sjön har en area på 0,136 kvadratkilometer och ligger 301,8 meter över havet. Sjön avvattnas av vattendraget Ruggan (Älggårdsån).

## Delavrinningsområde
Vågen ingår i det delavrinningsområde (705846-148193) som SMHI kallar för Utloppet av Vågen. Medelhöjden är 309 meter över havet och ytan är 5,11 kvadratkilometer. Räknas de 27 avrinningsområdena uppströms in blir den ackumulerade arean 174,26 kvadratkilometer. Ruggan (Älggårdsån) som avvattnar avrinningsområdet har biflödesordning 4, vilket innebär att vattnet flödar genom totalt 4 vattendrag innan det når havet efter 204 kilometer. Avrinningsområdet består mestadels av skog (45 procent) och sankmarker (35 procent). Avrinningsområdet har 0,13 kvadratkilometer vattenytor vilket ger det en sjöprocent på 2,6 procent.